# Uxuma impudica
Uxuma impudica är en spindelart som beskrevs av Simon 1902. Uxuma impudica ingår i släktet Uxuma och familjen hoppspindlar. Inga underarter finns listade i Catalogue of Life.